# Комплекс «Болгарія»

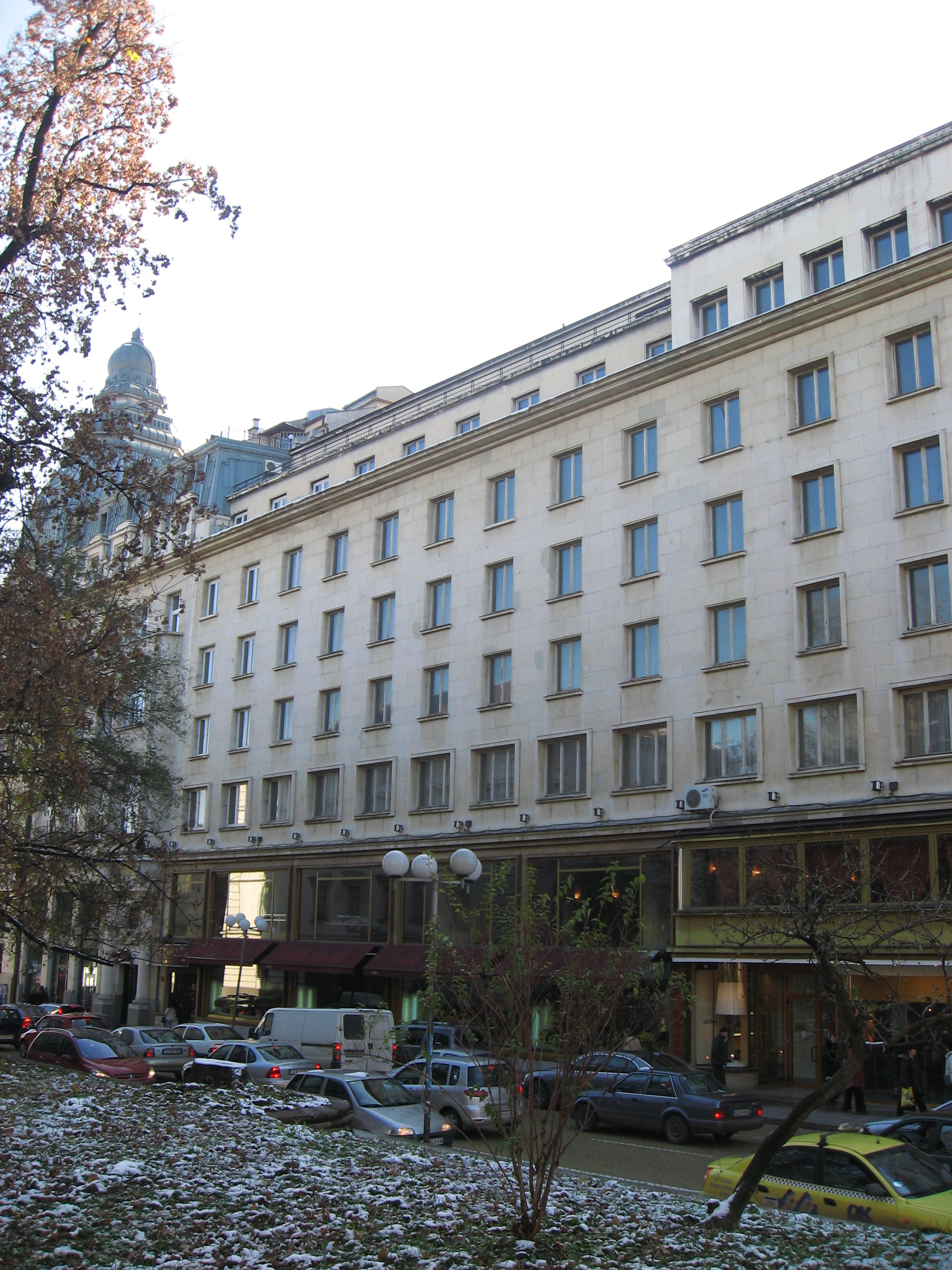
Фасад готелю комплексу "Болгарія" з боку бульвару Царя Визволителя

Комплекс «Болгарія» — будівля в місті Софія, що розташована на бульварі Царя Визволителя та в межах якої розташувалися концертні зали і готель.
Будівництво «Болгарії» запланували 1931 року, коли було оголошено конкурс проектів для майбутнього комплексу. Перемогу отримав план забудови архітекторів Станчо Белковскі та Іван Данчов і 1935 року розпочалося будівництво. Перша черга комплексу була зведена з боку вулиці імені Георгі Бенковського, де розташувалася велика концертна зала «Болгарія». Через два роки, 1937 року будівництво комплексу було завершено. Урочиста церемонія відкриття супроводжувалася виступом Академічного симфонічного оркестру за участю диригента Цанка Цанкова, піаністів  Димитра Ненова і Люби Енчевої та французького органіста Жозефа Боне. Музиканти виконали Концерт для двох фортепіано Йоганна Себастьяна Баха та концерт для фортепіано болгарського композитора і піаніста Панчо Владіґерова.
Загалом комплекс складається з готелю та має приміщення для проведення урочистих заходів, зокрема такі, як:
1) велика концертна зала «Болгарія»;
2) камерна зала;
3) студія «Музика».

## Концертна зала "Болгарія"
Велика концертна зала «Болгарія» спершу мала цокольний поверх, два балкони та ложі розраховані на 1470 глядачів і сцену на 100 осіб оркестру і 200 осіб хору. Також на сцені встановили орган на 4 мануала (клавіатури), 72 регістри та 6000 труб німецької фірми «Зауер», що знаходиться в місті Франкфурт-на-Одері. 
Під час Другої світової війни, внаслідок бомбардування 24 травня 1944 року, концертний зал, а також орган та два роялі було зруйновано. Через п’ять років, у 1949 приміщення  відновили.

## Камерна зала
Камерна зала - друге за величиною концертне приміщення в комплексі «Болгарія». Зал розрахований на 205 глядачів. Як і велика зала, була зруйнована 1944 року. В 1974 році її реконструювали.

## Студія «Музика»
Зала одночасно може вмістити до 50 осіб і є найменшим концертним приміщенням комплексу «Болгарія». Зазвичай тут проводять камерні концерти, збори, різні семінари, лекції та презентації. В студії встановлено невелику сцену, рояль та екран з мультимедіа.

## Використані джерела
1. За матеріалами сайту https://web.archive.org/web/20160918145241/http://sofiaphilharmonie.bg/bg/голяма-зала-българия/item/57-история